# Les Mages
Les Mages este o comună în departamentul Gard din sudul Franței. În 2009 avea o populație de 1.827 de locuitori.

## Evoluția populației
| An        | 1975  | 1982  | 1990  | 1999  | 2006  | 2009  |
| --------- | ----- | ----- | ----- | ----- | ----- | ----- |
| Populație | 1.127 | 1.275 | 1.497 | 1.511 | 1.742 | 1.827 |